# Lionel Richie (음반)
| 전문가 평가      | 전문가 평가 |
| 평가 점수        | 평가 점수   |
| 출처             | 점수        |
| ---------------- | ----------- |
| AllMusic         | [ 2 ]       |
| Robert Christgau | C+          |
| Rolling Stone    | [ 4 ]       |

《Lionel Richie》는 1982년 10월 6일, 모타운에서 발매된 미국의 싱어송라이터 라이오넬 리치의 데뷔 솔로 스튜디오 음반이다. 원래 모타운의 제안으로 부차적인 프로젝트로 계획된 이 음반은 리치가 코모도스의 멤버로 있는 동안 녹음되어 발매되었다. 이 음반의 첫 번째 싱글인 〈Truly〉는 빌보드 핫 100에서 1위를 차지했다. 후속 싱글인 〈You Are〉는 4위에 올랐고, 〈My Love〉는 5위에 올랐다. 이 음반은 1982년 12월 11일, 《캐시박스》 음반 차트에서 1위에 올랐다.
2003년, 《Lionel Richie》는 리마스터 시리즈의 일부로 재발매되었는데, 이 시리즈는 〈Endless Love〉의 솔로 버전과 〈You Are〉의 기악 버전이 추가되었다. 이글스의 멤버 조 월시는 〈Wandering Stranger〉의 기타 솔로를 제공했다.

## 배경
리치는 코모도스 시절 때 다이애나 로스와의 듀엣 싱글 〈Endless Love〉를 대히트시켰고, 이를 계기로 코모도스를 탈퇴해 솔로 활동으로 돌아섰다. 덧붙여 2003년 발매된 본작의 리마스터 CD에는, 리치가 단독으로 부른 〈Endless Love〉의 데모 버전이 보너스 트랙으로 추가되어 있다. 코모도스 시절부터 리치와 공동 작업을 이어온 제임스 앤서니 카마이클이 계속 공동 프로듀서로 참여했다.

## 평가
미국에서는 빌보드 200에서 3위, 빌보드 R&B 음반 차트에서 1위를 기록했고, 발매 2년 뒤인 1984년 10월에는 미국 음반 산업 협회에 의해 4배 플래티넘 인정을 받았다.

## 곡 목록
| #  | 제목                                 | 작사·작곡                                     | 재생 시간 |
| -- | ------------------------------------ | --------------------------------------------- | --------- |
| 1. | 〈Serves You Right〉                 | 존 매클레인, 그레그 필린게인즈, 라이오넬 리치 | 5:14      |
| 2. | 〈Wandering Stranger〉               | 리치                                          | 5:38      |
| 3. | 〈Tell Me〉                          | 리치, 데이비드 코크레인                       | 5:32      |
| 4. | 〈My Love〉                          | 리치                                          | 4:08      |
| 5. | 〈Round and Round〉                  | 코크레인, 리치                                | 4:57      |
| 6. | 〈Truly〉                            | 리치                                          | 3:26      |
| 7. | 〈You Are〉                          | 브렌다 하비리치, 리치                         | 5:05      |
| 8. | 〈You Mean More to Me〉              | 리치                                          | 3:08      |
| 9. | 〈Just Put Some Love in Your Heart〉 | 리치                                          | 1:27      |

## 인증
| 국가                                                  | 인증        | 판매량/출하량 |
| ----------------------------------------------------- | ----------- | ------------- |
| 캐나다 (뮤직 캐나다)                                  | 4× 플래티넘 | 400,000^      |
| 홍콩 (IFPI 홍콩)                                      | 골드        | 10,000*       |
| 남아프리카 공화국                                     | —           | 100,000       |
| 영국 (BPI)                                            | 플래티넘    | 300,000^      |
| 미국 (RIAA)                                           | 4× 플래티넘 | 4,000,000^    |
| *판매량을 기반으로 한 인증 ^출하량을 기반으로 한 인증 |             |               |